# Теплухи
Теплухи (бел. Цяплухі) — деревня в Осиповичском районе Могилёвской области Белоруссии. Входит в состав Вязьевского сельсовета.

## География
Деревня находится возле автотрассы М5 Минск — Гомель в 3,5 километрах от ближайшего города Осиповичи.